# Mitziehen

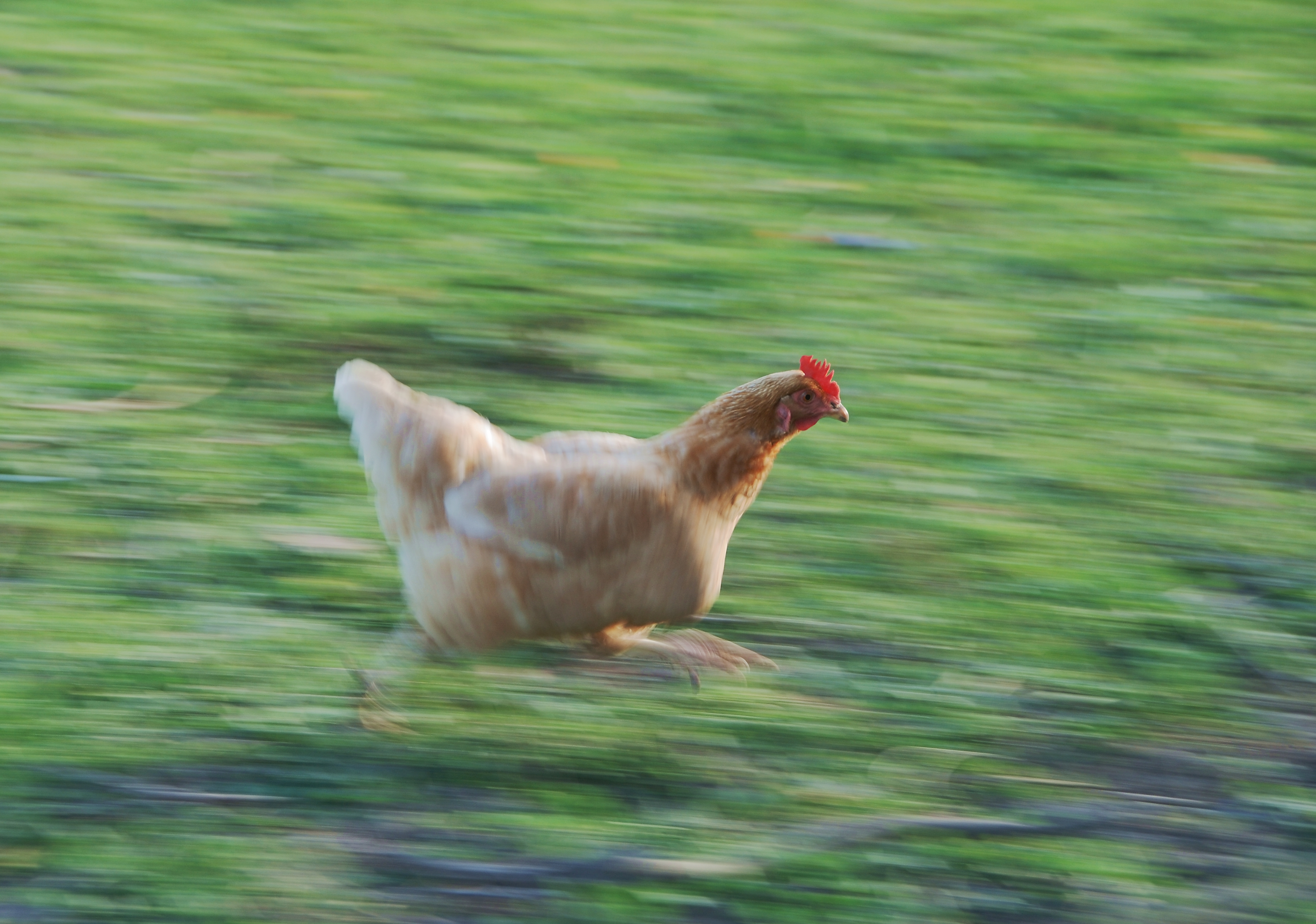
Verwischen des Hintergrunds durch Mitziehen (1/40s)

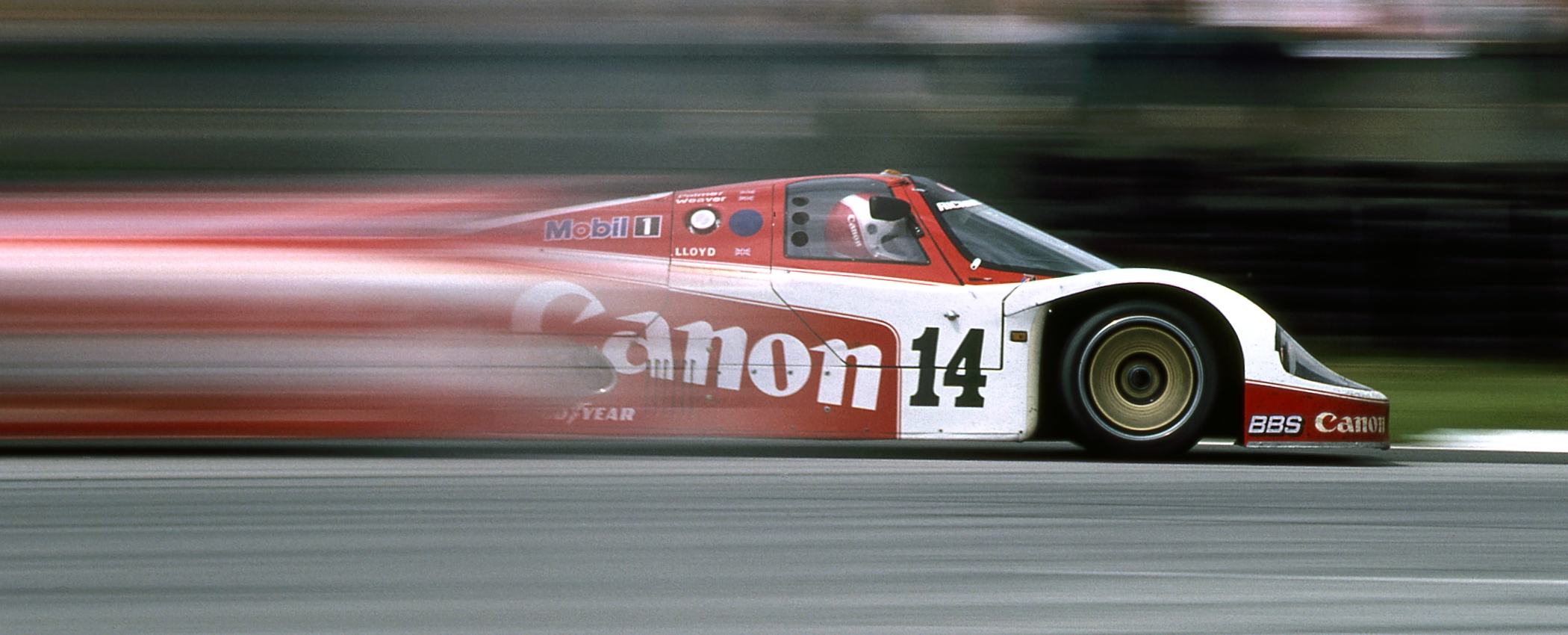
Wirkung in Kombination mit einem sogenannten Speed Filter (1/60s)

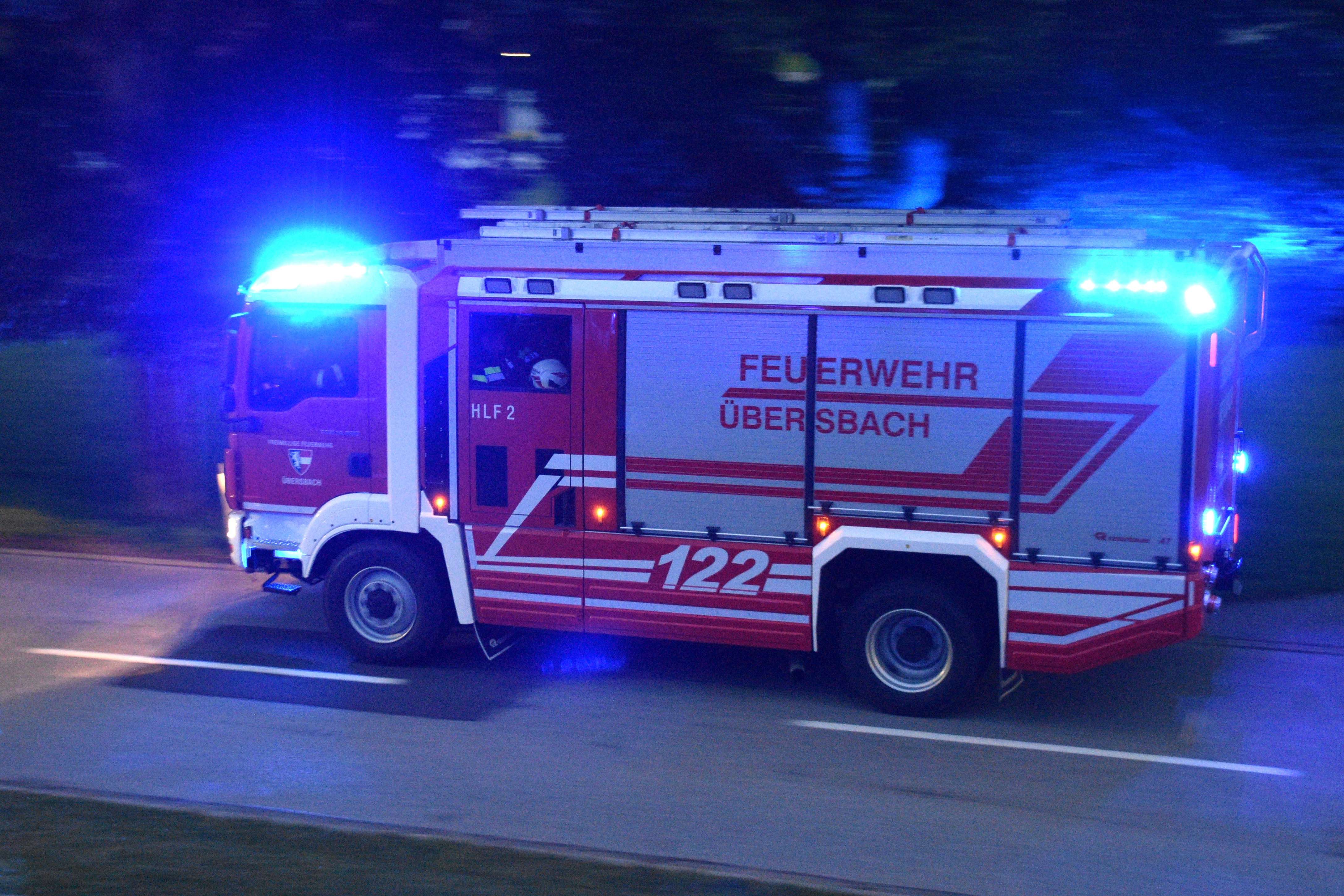
Schärfen des Objektes durch Mitziehen (1/30s)

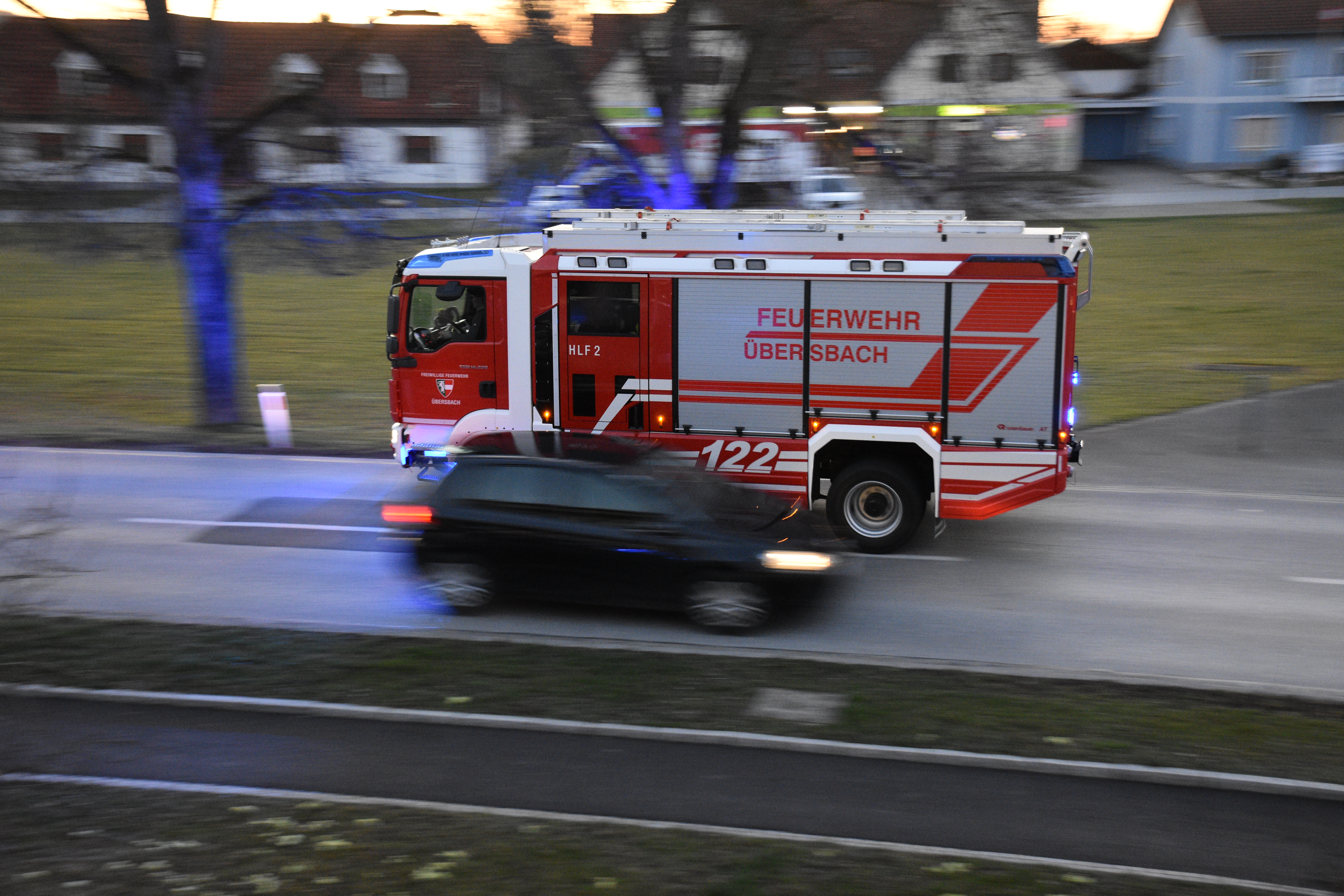
Bewegungsgegesätze des Objektes (1/60s)

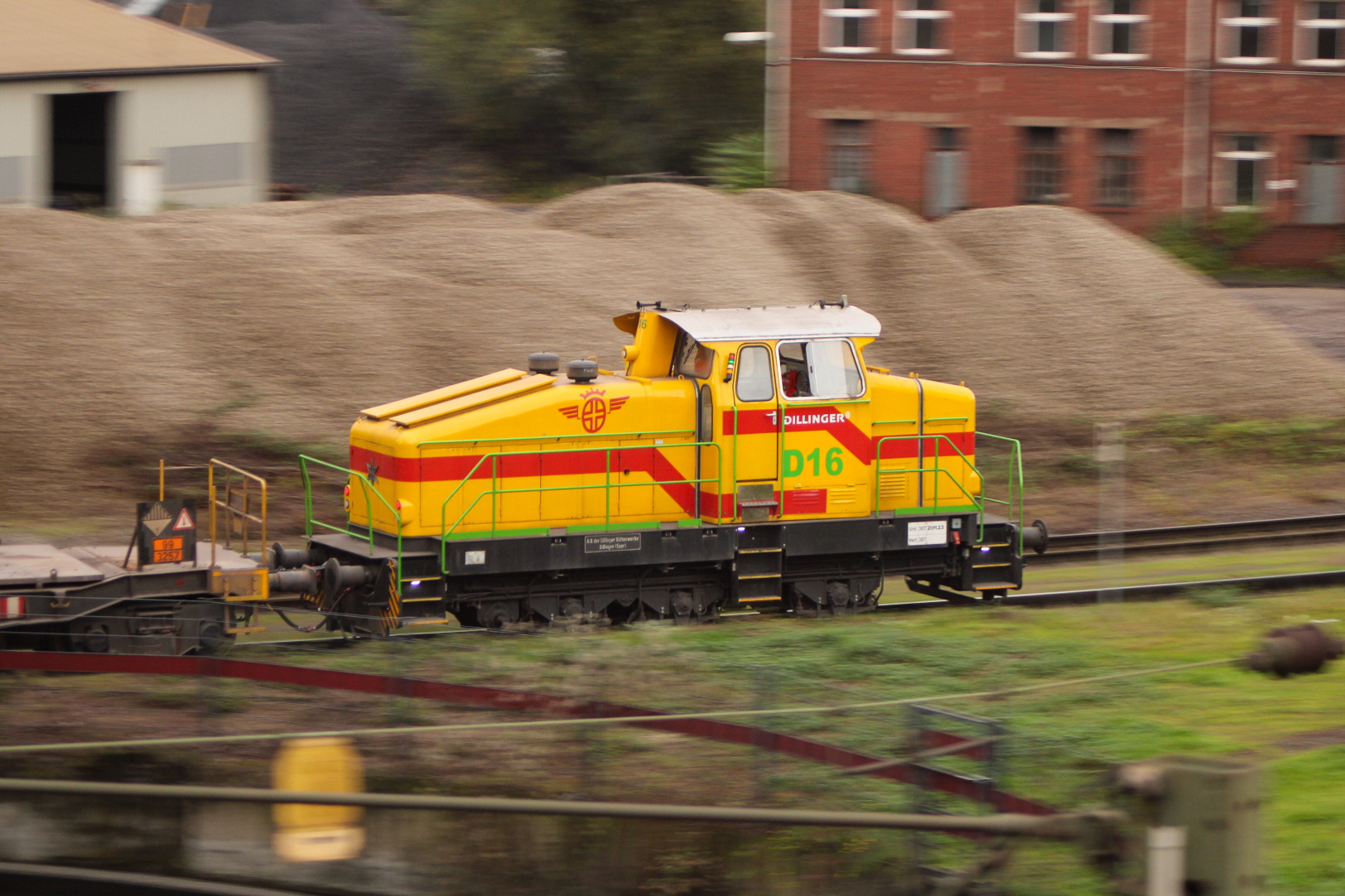
Mitzieher einer langsam rangierenden Lokomotive (1/10s + ND-Filter)

Das sogenannte Mitziehen (engl. panning) ist eine Technik in der Fotografie, bei welcher der Fotograf mit der Kamera dem bewegten Objekt folgt und es dabei fotografiert. So kann erreicht werden, dass das bewegte Objekt auch bei einer relativ langen Verschlusszeit weitgehend scharf erscheint, während die Umgebung wegen der Bewegungsunschärfe verwischt dargestellt wird.
Das Mitziehen ist im Gegensatz zum Verwackeln eine gezielt eingesetzte Technik, die der Kompensation technischer Unzulänglichkeiten dient, jedoch schon früh als bewusstes Gestaltungsmittel eingesetzt wurde, um hohe Geschwindigkeiten zu visualisieren. Die auf diese Weise gemachten Fotos werden auch als „Mitzieher“ oder „Mitwischer“ bezeichnet.
Durch dieses „natürliche“ Gestaltungsmittel kann die Bewegungsgeschwindigkeit des Objekts viel deutlicher zum Ausdruck kommen. Werden sehr lange Verschlusszeiten vorgewählt, wird auch das Objekt teilweise oder komplett unscharf abgebildet und die Fotos wirken oft futuristisch und extrem dynamisch. Um bei zu hellem Umgebungslicht eine Überbelichtung des Bildes zu vermeiden, empfiehlt es sich einen sogenannten ND-Filter zu benutzen.
Sowohl mittels spezieller Effektfilter, aber auch mittels Bildbearbeitungsprogrammen kann der Mitzieheffekt verstärkt oder mehr oder weniger natürlich wirkend nachempfunden werden. Allerdings werden solche Bearbeitungen häufig als verfälschend abgelehnt, während es dem ungeübten Betrachter vielleicht gar nicht auffällt, dass das betreffende Bild manipuliert wurde.